# Eurycoma longifolia
Eurycoma longifolia är en bittervedsväxtart. Eurycoma longifolia ingår i släktet Eurycoma och familjen bittervedsväxter.

## Underarter
Arten delas in i följande underarter:
- E. l. eglandulosa
- E. l. longifolia
- E. l. cochinchinensis